# Deltaspis variabilis
Deltaspis variabilis är en skalbaggsart som beskrevs av Bates 1891. Deltaspis variabilis ingår i släktet Deltaspis och familjen långhorningar. Inga underarter finns listade i Catalogue of Life.